# 885 هـ
885 هـ هي سنة في التقويم الهجري امتدت مقابلةً في التقويم الميلادي بين سنتي 1480 و1481.

## مواليد
- 880 هـ
- المتقي الهندي

## وفيات
- ملا خسرو
- نجم الدين ابن فهد المكي
- برهان الدين البقاعي